# Вегетаріанська кухня

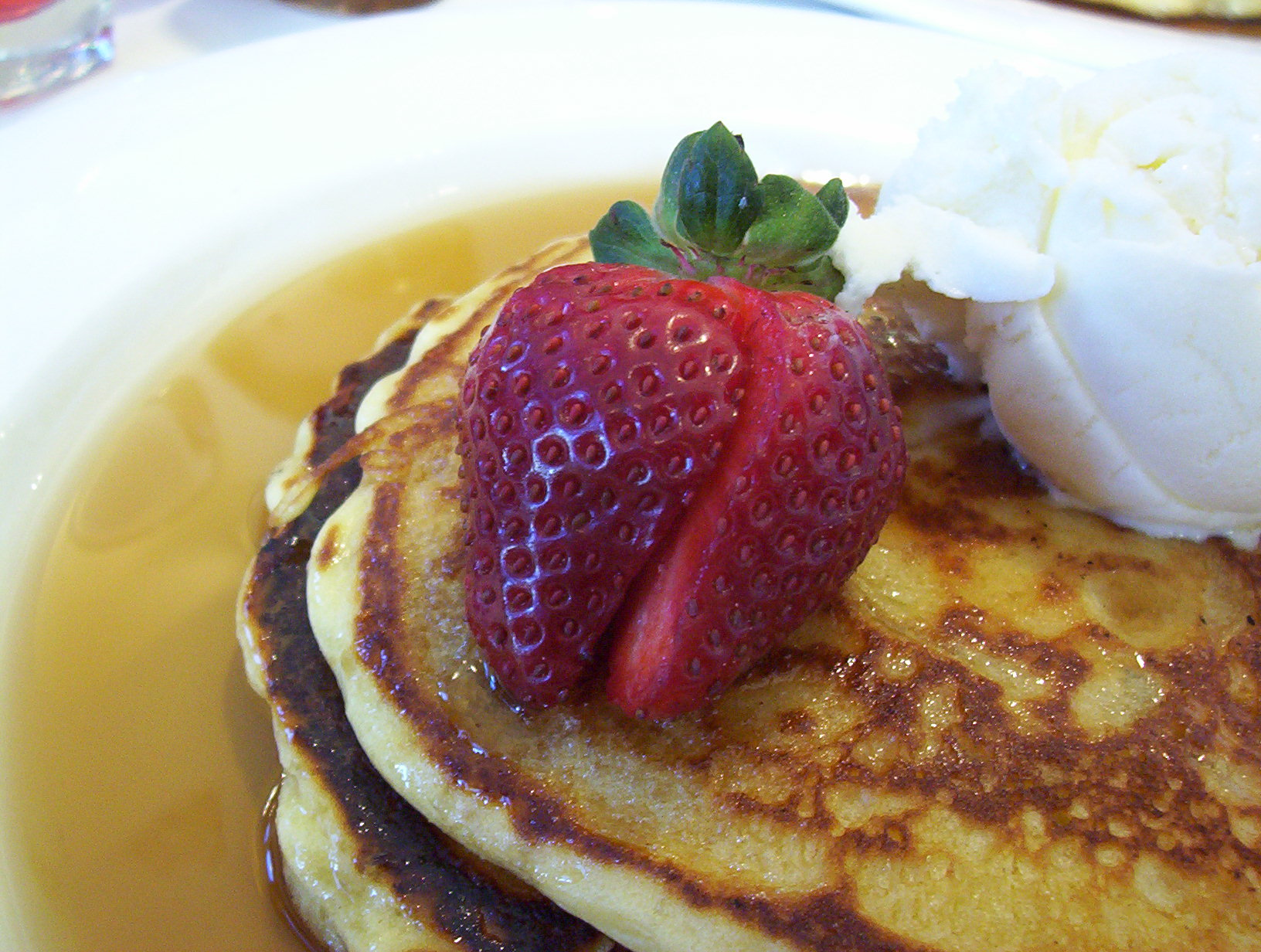
Млинці і ягода

Вегетаріа́нська ку́хня — кухня, яка об'єднує в собі як традиційно вегетаріанські страви різних кухонь світу, так і адаптовані версії спочатку невегетаріанських страв. Вона характеризується насамперед відсутністю забійної їжі.

## Різновиди
Як і вегетаріанство, вегетаріанська кухня має кілька різновидів і в цілому характеризується відсутністю забійної їжі (м'яса, риби, птиці, морепродуктів тваринного походження і всіх продуктів, виготовлених з них). Залежно від виду вегетаріанства в вегетаріанської кухні можуть як присутнім, так і відсутні деякі з наступних продуктів: молочні продукти, яйця (більшість вегетаріанців, за винятком Ововегетаріанців, не вживають яйця), мед. Веганська кухня виключає всі продукти тваринного походження.

## Продукти
Багато вегетаріанців, відмовляючись від забійної їжі, істотно розширюють свій раціон за рахунок порівняно рідкісних або малопоширених продуктів харчування. Частково тому вегетаріанська кухня характеризується відносною різноманітністю рослинних продуктів.

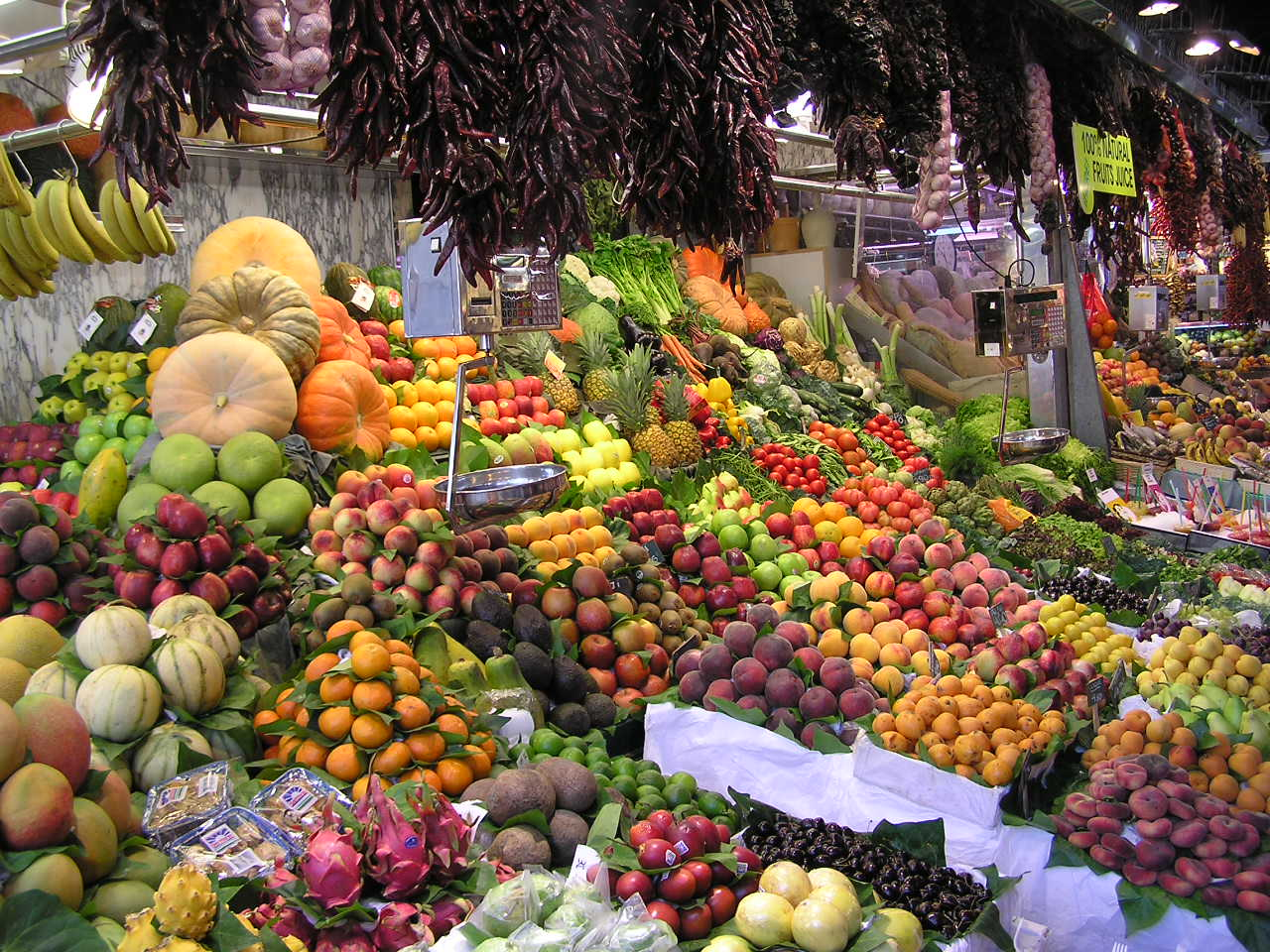
Овочі та фрукти на ринку Барселони

До продуктів, які використовуються, як правило, всіма вегетаріанцями, відносяться:
- Злаки та продукти з них:
Хлібобулочні вироби, макаронні вироби, крупи, сухі сніданки і пластівці, каші, рис, гречка, пшоно, ячмінь, пшениця, жито, булгур, кус-кус та інші, а також борошно з них і їх паростки;
- Бобові та продукти з них — здебільшого саме вони замінюють (за харчовою цінністю) продукти тваринного походження:
Горох, квасоля, боби, соя і соєві продукти (тофу, соєве молоко, соєве м'ясо), нут, сочевиця, боби мунг (маш), арахіс та інші, а також борошно з них і їх паростки. Бобами є так само какао-боби;

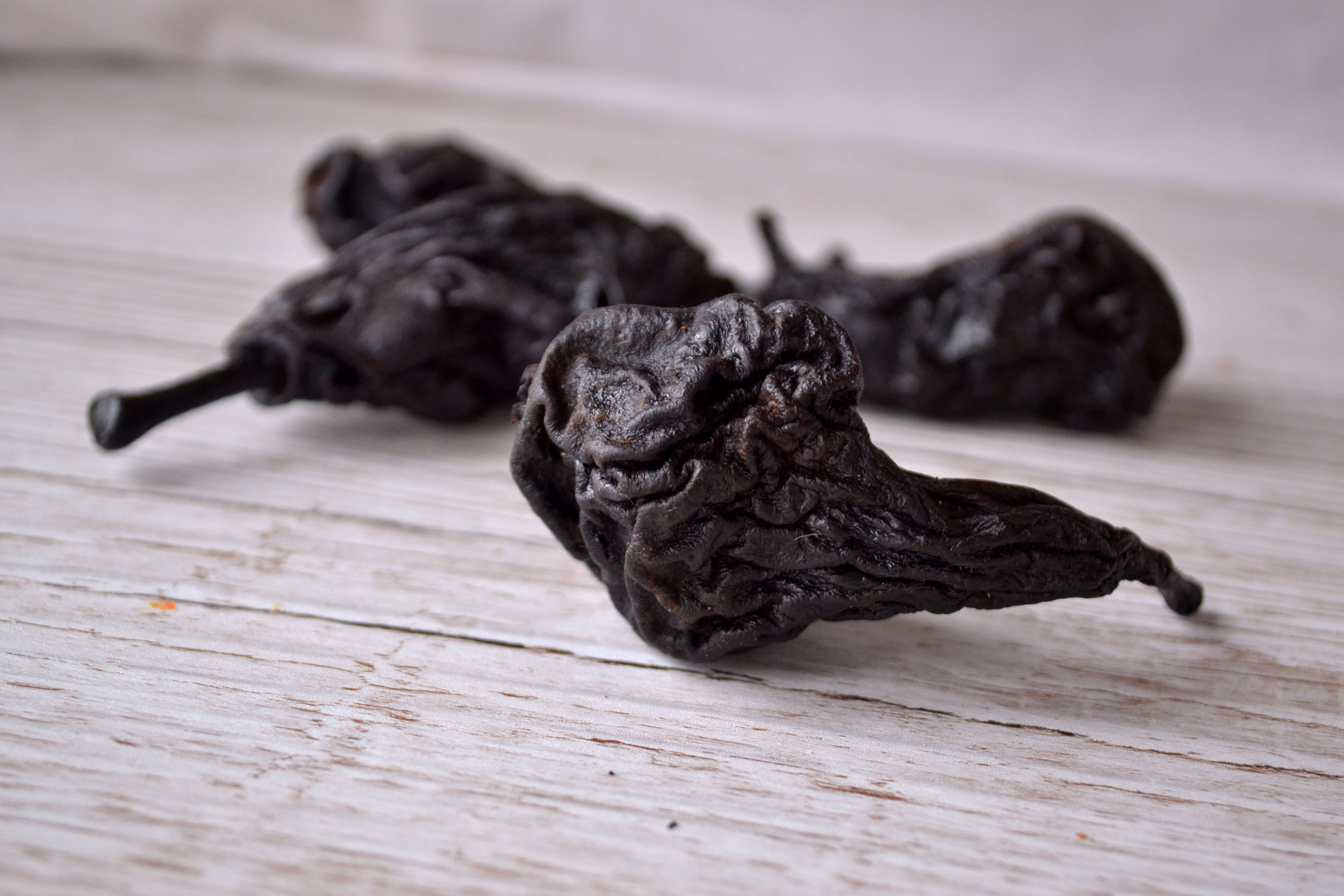
Сушена груша

- Овочі,
Сушена грушаВ тому числі квашені і солоні;
- Фрукти,
В тому числі сухофрукти;
- Горіх і насіннячка:
Соняшникове насіння, гарбузове насіння, кунжут (сезам), волоські горіхи, фундук, кеш'ю, лляне насіння та інші;
- Рослинні олії:
соняшникова, оливкова, кукурудзяна, соєва, кунжутова, лляна, пальмова, кокосова олія, арахісова паста, рослинний маргарин, тверді рослинні жири, какао-олія та інші;
- Гриби:
печериці, білі гриби, опеньки, гливи, шіїтаке та інші їстівні гриби;
- Приправи:
Див. статтю Приправи;
- Інші продукти:
Продукти, зазвичай не зараховують до вищезгаданих категорій, зокрема оливки, водорості та інші.

У вегетаріанської кухні, крім звичних продуктів харчування, нерідко присутні деякі особливі продукти, які практично незнайомі широкому прошарку населення. Це, зокрема:
- В першу чергу, багаті білком продукти з сої і пшениці: тофу, соєве молоко, соєве м'ясо, сейтан, темпе та інші;
- Поширені в окремих країнах, іноді екзотичні, продукти, які стали доступні в усьому світі: амарант, кіноа, авокадо, місо, водорості, приправи та інші.

## Напої
Майже всі напої є вегетаріанськими, більшість з них є також веганськими. Виняток становлять лише деякі напої. Наприклад, при очищенні деяких алкогольних напоїв використовуються продукти тваринного походження. Серед таких «невегетаріанських» напоїв деякі сорти вина і дистилятів, деякі британські марки пива.

## Традиційні вегетаріанські страви

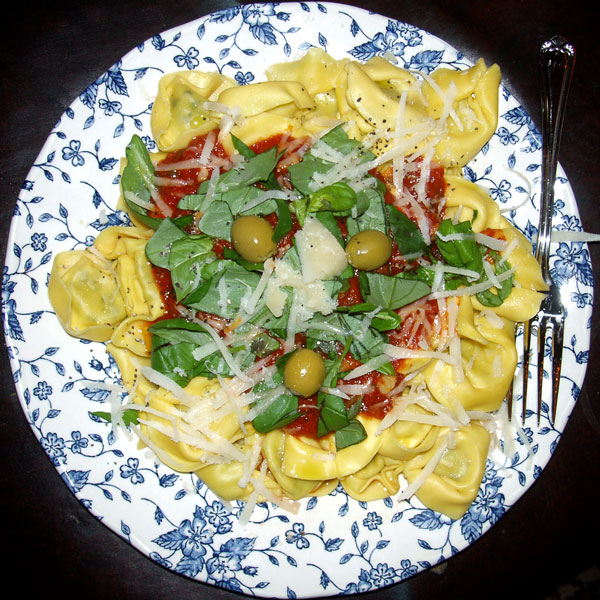
Страва італійської кухні, в якій наявність м'яса необов'язково: тортеліні (на фото: вегетаріанські тортеліні).

Багато традиційних страв або є вегетаріанськими, або наявність в них забійної їжі необов'язково. Деякі готуються тільки з рослинних продуктів і є веганськими. Сукупність таких страв, найчастіше запозичених з різних національних кухонь, є важливою частиною вегетаріанської кухні. Це, зокрема, багато страв індійської, ліванської, італійській і ефіопської кухонь, а також середземноморська і східноазійська кухні в цілому. У них достаток страв з локшини, рису, бобових, пшениці, овочів тощо.
Українська кухня багата вегетаріанськими стравами з круп, бобових і коренеплодів.

### Приклади

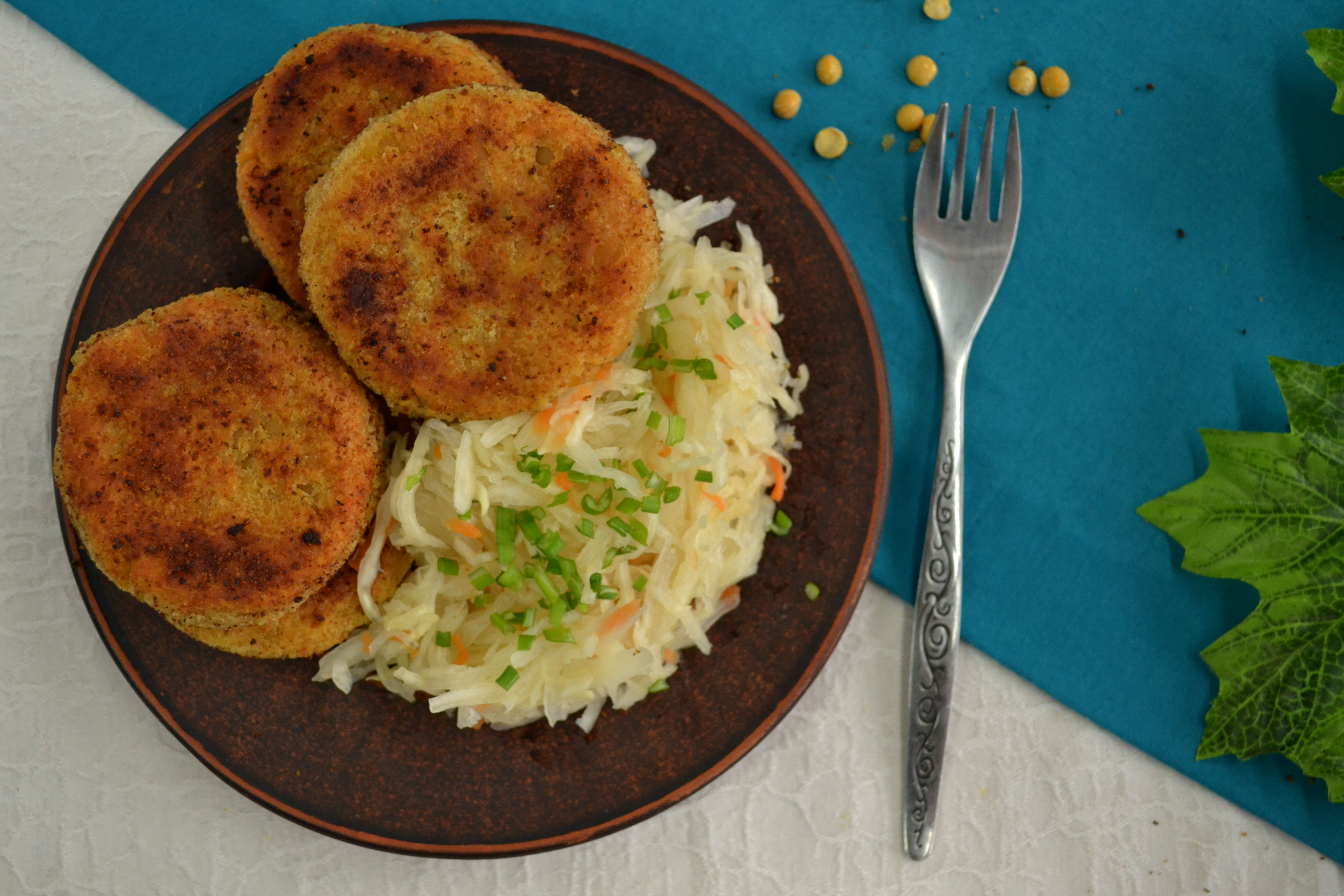
Горохляники

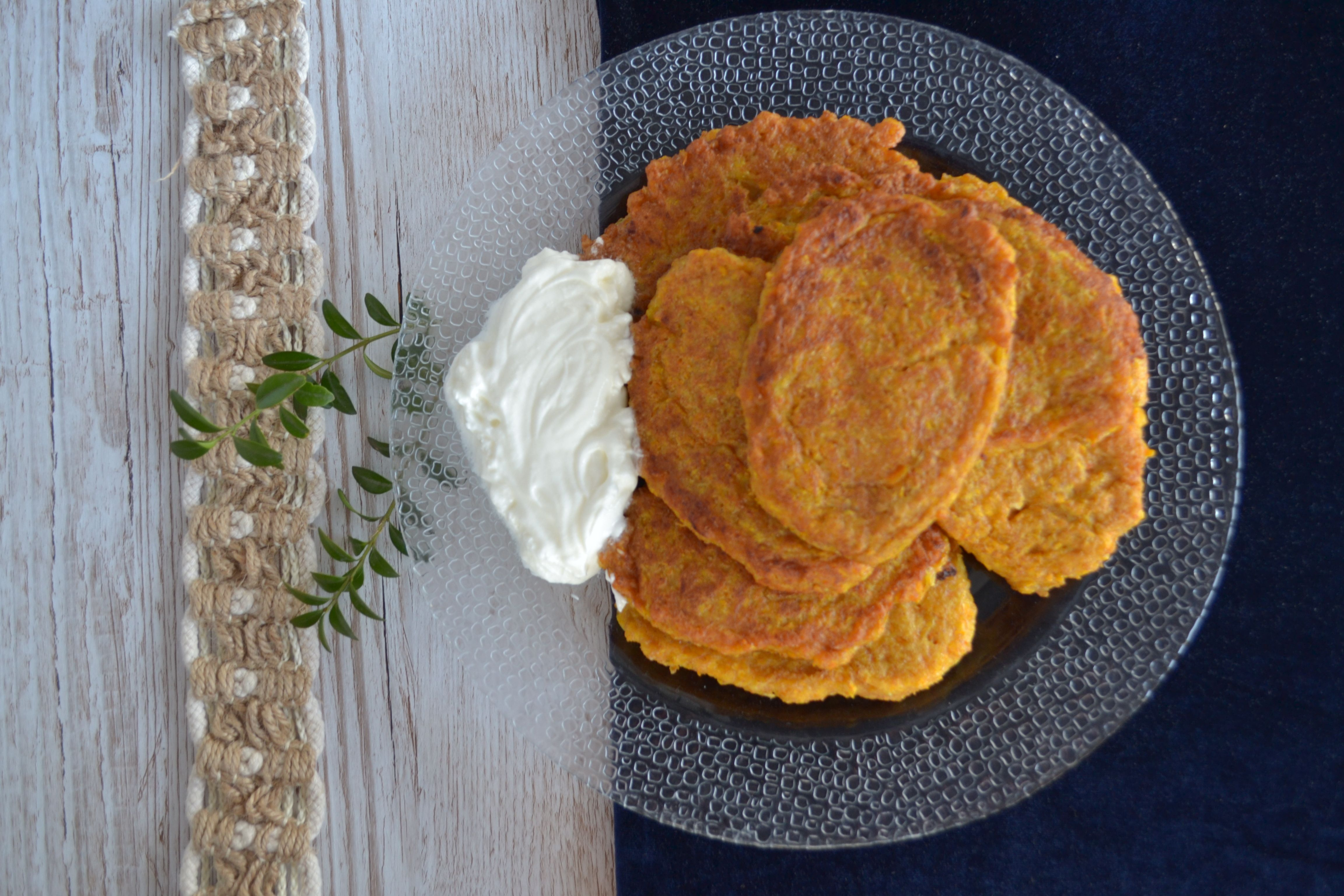
Гарбузові оладки

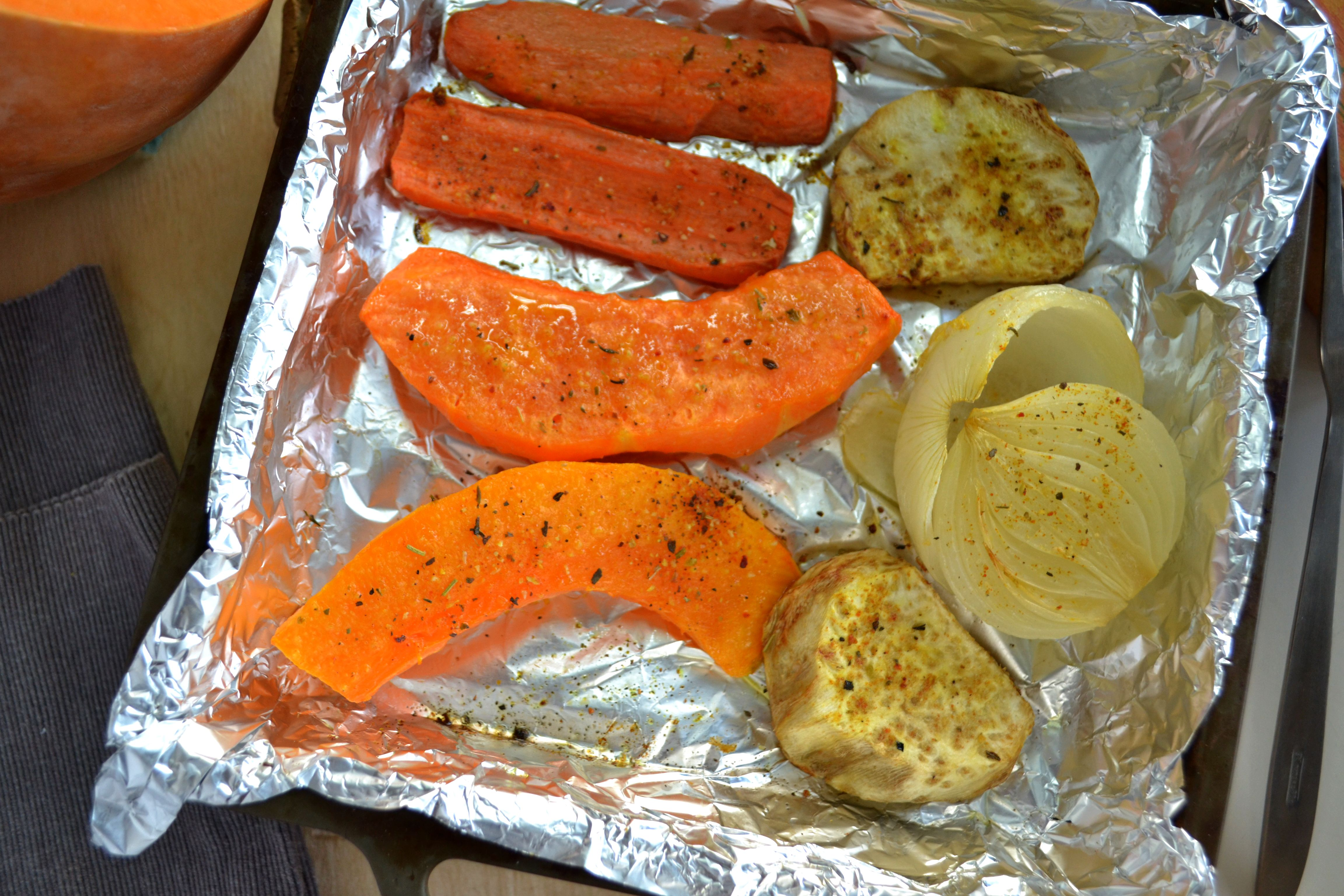
Печені овочі

Деякі популярні серед вегетаріанців різних країн світу страви, які традиційно є вегетаріанськими або навіть веганськими (або в яких наявність забійної їжі необов'язково):
- Більшість хлібобулочних виробів: різні сорти хліба, булок, лаваші, бхатури, піти, кренделі, сушки, соломки, бейгелі, брецели, чіабата, тощо;
- Каші: вівсяна, пшоняна, рисова, ячна, манна, кукурудзяна, гречана тощо;
- Страви з бобових і соєвих продуктів: горохова каша; тушковані боби і квасоля; горохові, бобові й квасолеві супи; страви (зазвичай смажені) з тофу і темпе; оладки, коржі, котлети, фрикадельки та інші вироби з бобових чи борошна з них (горохове борошно, нутове борошно);
- Страви з макаронних виробів, в тому числі багато італійських (всілякі макаронні вироби з томатним або іншим соусом) і азійські страви (локшина в жаркому та супах);
- Страви з рису: страви з відвареного рису, овочеві і фруктові плови і пілави (арабська та середньосхідна кухні), ризото (італійська кухня), вегетаріанська паелья (іспанська кухня);
- Пироги;
- Багато салатів на основі овочів або фруктів;
- Овочева ікра, рагу, тушковані і запечені страви з овочів і бобових, фаршировані овочі;
- Страви з картоплі з різними соусами та гарнірами: відварна, печена, смажена картопля; картопля фрі; картопляне пюре; котлети та оладки з картоплі тощо;
- Різні вегетаріанські версії супів: борщ, гаспачо (іспанська кухня), суп місо (японська кухня), суп мінестроне (італійська кухня), суп з галушками і багато інших;
- Млинці, сухі сніданки, тости;
- Багато видів чипсів, крекерів, галет, сухариків тощо;
- Багато видів випічки і тістечок, печива, шоколаду, цукерок, мармеладу, інших солодощів (у тому числі східні веганські солодощі — халва, лукум, чурчхела та інші);
- Бутерброди і сендвічі (з вегетаріанськими паштетами, листовим салатом, різними овочами, сирами, грибами, авокадо);
- Кукурудза і кукурудзяні чипси;
- Страви української кухні (і слов'янської в цілому): пиріжки; каші; вегетаріанські супи (борщ, окрошка); квашення та соління; печені овочі та фрукти; пельмені з начинкою з картоплі, грибів і круп; вареники;
- Страви країн Латинської Америки: гуакамоле і сальса з чипсами, буріто з рисом і квасолею, вегетаріанські чилі;
- Страви італійської кухні: спагеті, макарони та інші макаронні вироби з соусом; полента; ньокки; вегетаріанські різновиди піци, ризото, тортелліні, равіолі, лазаньї;
- Страви країн Близького Сходу: фалафель, хумус, кус-кус;
- Безліч страв індійської кухні: палак панір, пакори, пурі, самоси, пападам, кічарі, чатні, різні карі тощо.

## Адаптація страв

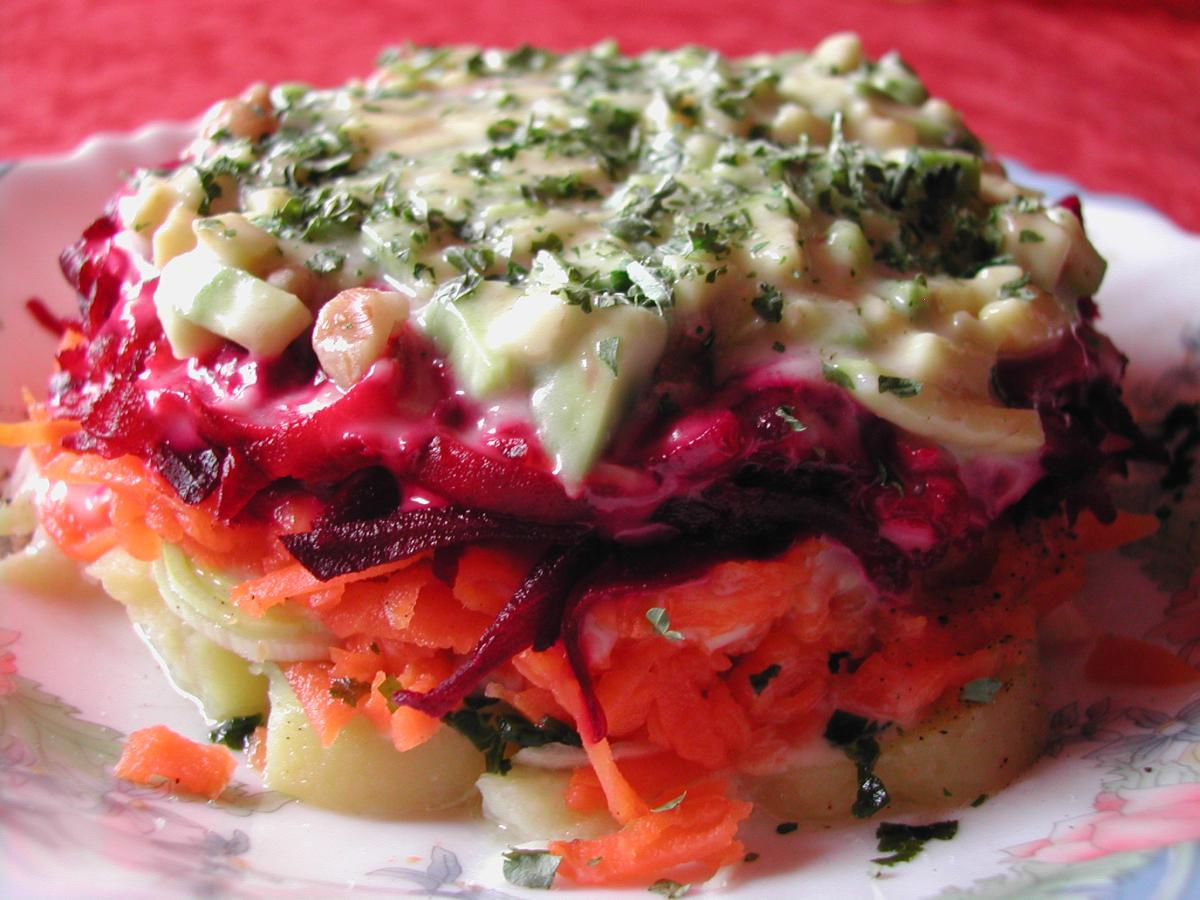
Веганізована версія салату «Оселедець під шубою». Оселедець замінений морськими водоростями, яйця замінені авокадо, використовується майонез без яєць.

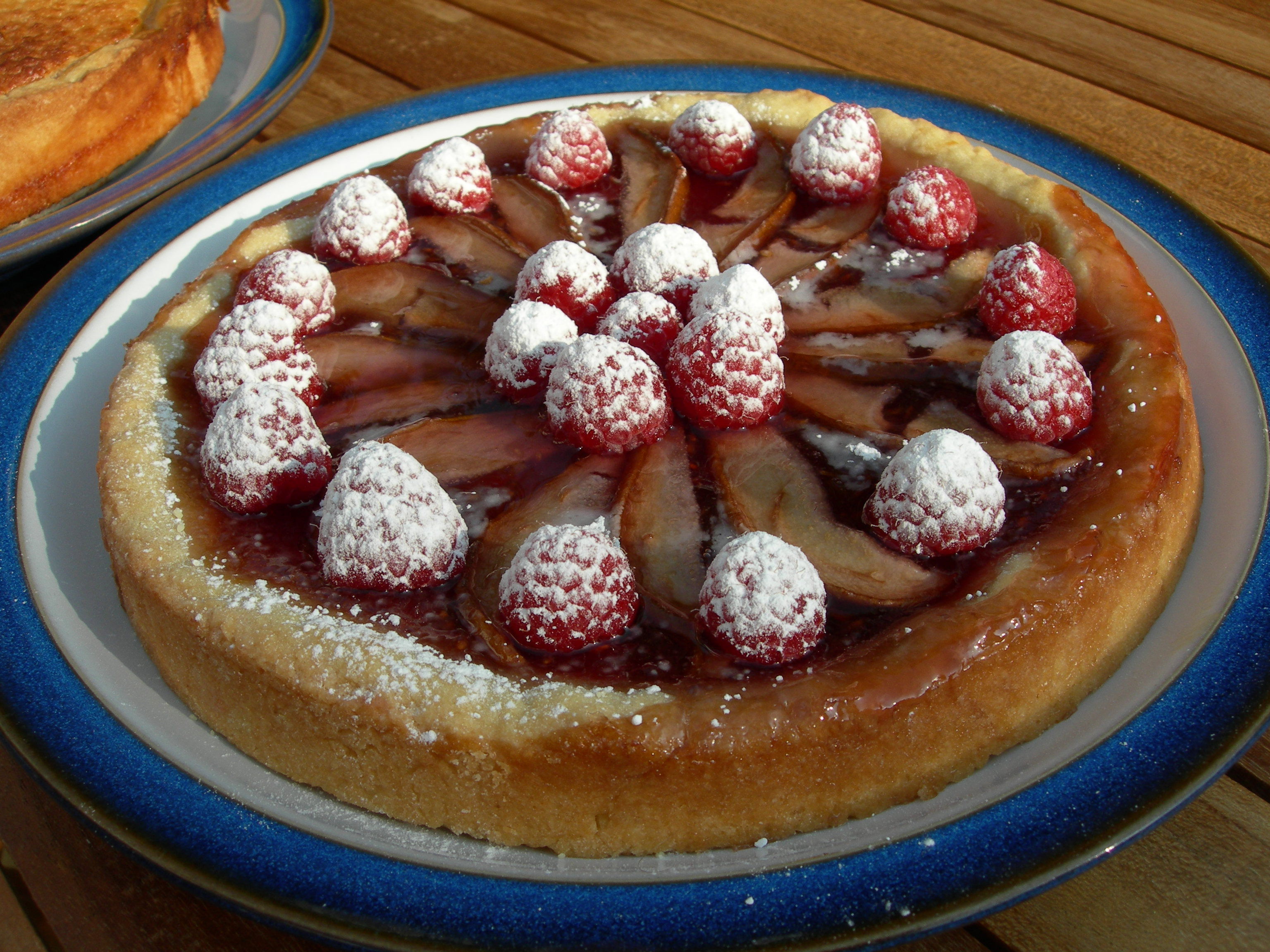
Веганський грушево-малинний відкритий пиріг

Вегетаріанська кухня також включає в себе страви, які є адаптованими версіями невегетаріанських страв. Рецепти «вегетаризованих» або навіть «веганізованих» шляхом заміни тваринних продуктів рослинними.
У цьому розділі вегетаріанської кухні активно використовуються аналоги або замінники м'яса, риби та іншої забійної їжі, а також молока та яєць. Це, зокрема, такі продукти, як тофу, соєве м'ясо, сейтан, темпе, рослинне молоко (рисове, соєве).
Деякі вегетаріанці відкидають адаптовані страви, віддаючи перевагу лише традиційним, хоча адаптовані версії є абсолютно вегетаріанськими.
- М'ясо, птахи і риба
Замінюються продуктами, багатими рослинним білком. Серед них: соєве м'ясо, сейтан, темпе, боби, квасоля, тофу, іноді гриби, баклажани, авокадо, картопля. При приготуванні таких продуктів часто використовуються спеції і маринади. Іноді ж м'ясо просто виключається з рецепта, причому його недолік у страві може компенсуватися збільшенням кількості овочів або інших продуктів.
- Коров'яче молоко
Замінюється водою, соєвим, рисовим, кокосовим або іншим рослинним молоком.
- Яйця
Заміну яйцям знайти складно. В млинцях і випічці яйця іноді замінюються пюрованими бананами і тофу, крохмаловмісним борошном (пшеничне, рисове, картопляне), спеціальними рослинними замінниками і т.д, а також комбінацією декількох замінників. Крім цього, замість яєць у випічці можна використовувати куркуму, яка скріплює тісто і робить його жовтим. В інших стравах яйця можна замінити іноді борошном, авокадо, картоплею. У солоних стравах замість яєць можна додати чорну сіль, так як вона має запах яєць.

- Вершкове масло, тваринний жир
Замінюються всілякими рослинними оліями, рослинними маргаринами тощо. На бутербродах — вегетаріанськими паштетами і авокадо, какао-олією. Деякі рослинні олії (наприклад, кокосова і пальмова) і маргарини, так само як і тваринні жири, багаті насиченими жирними кислотами.
- Сир
Для додання стравам сирного смаку, а соусам на додаток до нього і густої консистенції плавленого сиру, іноді використовуються харчові дріжджі.
- Мед
Замінюється варенням, патокою, сиропом з цукрового буряка, кленовим сиропом.